# Tannaz Tabatabaei
Tannaz Tabatabaei (née le 10 mai 1988) est une actrice iranienne. Elle est diplômée en théâtre de l'université islamique Azad.

## Filmographie
- Séries télévisées

| Année | Titre                               | Traduction         | Réalisateur             | Rôle           |
| ----- | ----------------------------------- | ------------------ | ----------------------- | -------------- |
| 2001  | Javani                              | Les Jeunes         | Saeed Soltani           | _____          |
| 2006  | Dar Chashm-e Baad                   | Aux yeux du vent   | Masoud Jafari De Jozani | Farangis       |
| 2006  | Miveh Mamnoueh                      | Le Fruit défendu   | Hassan Fathi            | Gazale Fotouhi |
| 2009  | Parantez Baz                        | Ouvrir Parenthesis | Kiumars Pourahmad       | Niki Golshahr  |
| 2013  | Kolah Ghermezi 92 (série TV) - 2013 | Le chapeau rouge   | Iraj Tahmasb            | elle-même      |

- Émissions de divertissement

| 2011 | Ghalbe Yakhi | Cœur gelé             | Mohammadhosein Latifi | Shiva Ghaemmaqmi |
| 2013 | Shahgoosh    | Les oreilles de super | Davood Mir Bagheri    | Gandom Shojaat   |

- Films

| Année | Titre                                 | Traduction                           | Réalisateur            |
| ----- | ------------------------------------- | ------------------------------------ | ---------------------- |
| 2003  | Dishab babat ro didam Aida            | Hier soir, je l'ai vu ton père, Aida | Rasul Sadr Ameli       |
| 2006  | Chahar Angoshti                       | Quatre doigts                        | Saeed Soheyli          |
| 2007  | Damagh                                | Quéquette                            | Farzad Motamen         |
| 2007  | Jabeh Mosighi                         | Boîte à musique                      | Farzad Motamen         |
| 2007  | Shabzade                              | Aveugle                              | Farzad Motamen         |
| 2008  | Mizak                                 | Mizak                                | Hosseinali Layalestani |
| 2008  | Pesar Tehrooni                        | Garçon Tehrani                       | Kazem Rastgoftar       |
| 2008  | Sedaha                                | Voix                                 | Farzad Motamen         |
| 2008  | Shirin                                | Frais                                | Abbas Kiyarostami      |
| 2009  | Tehran Tehran                         | Téhéran Téhéran                      | Mehdi Karampour        |
| 2010  | Marham                                | Baume                                | Alireza Davood Nejad   |
| 2010  | Sarseporde                            | Collaborateurs                       | Bahman Goudarzi        |
| 2010  | Parinaz                               | Parinaz                              | Bahram Bahramiyan      |
| 2010  | Gozareshi az yek jashn                | Un rapport d'une célébration         | Ebrahim Hatamikia      |
| 2011  | Narenjipoush                          | Orange Cap                           | Dariush Mehrjui        |
| 2011  | Haftom                                | Septième                             | Masoud Gharagozlo      |
| 2012  | His! Dokhtarha faryad Nemizanand      | Silence ! Filles ne criez pas        | Pouran Derakhshandeh   |
| 2013  | Saken tabaqe Vasat                    | Vit dans la classe moyenne           | Shahab Hosseini        |
| 2013  | Panjah Ghadam Akhar                   | Cinquantième étape finale            | Kiumars Pourahmad      |
| 2013  | Arayesh Ghaliz                        | Maquillage dur                       | Hamid Nematollah       |
| 2014  | Rokh Divaneh                          | Crazy Castle                         | Abolhassan Davoudi     |
| 2014  | Marge Mahi                            | Décès du poisson                     | Rohollah Hejazi        |
| 2015  | 20 Hafte                              | 20 semaines                          | Masoud Gharagozlo      |
| 2015  | Khashm va Hayaho                      | Bruit et fureur                      | Houman Seyyedi         |
| 2015  | Arvand                                | Arvand                               | Pouriya Azarbaijani    |
| 2016  | Eradatmand; Nazanin, Bahareh and Tina | Enchantée                            | Abdolreza Kahani       |
| 2016  | Villaei ha                            | Villaeis                             | Monir Gheidi           |
| 2017  | Bi hesab                              | Incalculable                         | Mostafa Ahmadi         |
| 2018  | Russi'                                | Russe                                | Amir Hossein Saghafi   |
| 2018  | Tala'                                 | Or                                   | Parviz Shahbazi        |

- Théâtre

| Year      | Name                                    | Director         |
| --------- | --------------------------------------- | ---------------- |
| 2010      | Leçon                                   | Dariush Mehrjui  |
| 2010      | Un peu plus haut                        | Arvand Dashtaray |
| 2011      | Tin Tin: le secret du château de Mondas | Arvand Dashtaray |
| 2012      | Le jardinier de la mort'                | Arvand Dashtaray |
| 2016-2017 | Lettres d'amour du Moyen-Orient         | Kiomars Moradi   |